# Santa Clara (kanton)
Santa Clara – kanton w Ekwadorze, w prowincji Pastaza. Stolicą kantonu jest Santa Clara.